# گاتفرید دینست
گاتفرید دینست (انگلیسی: Gottfried Dienst؛ ۹ سپتامبر ۱۹۱۹ – ۱ ژوئن ۱۹۹۸) یک داور فوتبال اهل سوئیس بود.